# Volker Eckstein
Volker Eckstein (* 5. Juni 1946 in Schleusingen, Thüringen; † 26. März 1993 in Berlin) war ein deutscher Schauspieler.

## Leben
Nach seinem Schauspielunterricht gastierte Eckstein unter anderem am Theater am Turm in Frankfurt am Main, am Ernst-Deutsch-Theater in Hamburg sowie auf Tourneen, dort unter anderem als Jago in Othello.
Seit 1970 arbeitete er umfangreich beim Fernsehen. Er spielte überwiegend in Krimiserien wie u. a. Derrick (10 Folgen), Tatort (7 Folgen), Der Alte (6 Folgen) oder Sonderdezernat K1 (2 Folgen).
Im März 1993 erlag Eckstein einem Krebsleiden. Er war bis zu seinem Lebensende mit seiner Kollegin Karin Baal in deren dritter Ehe verheiratet.

## Filmografie

### Kino
- 1981: Lili Marleen
- 1982: Der Mann auf der Mauer
- 1982: Deadly Game
- 1987: Tausend Augen
- 1990: Spieler

### Fernsehen
- 1970: Ich töte
- 1971: Ein Vogel bin ich nicht
- 1971: Jörn Drescher, 19 Jahre
- 1971: Tatort – Blechschaden
- 1972: Der Kommissar – Schwester Ignatia
- 1972: Das Klavier
- 1972: Sonderdezernat K1 – Mord im Dreivierteltakt
- 1973: Tatort – Ein ganz gewöhnlicher Mord
- 1974: Die Überlebenden der Mary Jane (Castaway)
- 1974: Eine geschiedene Frau
- 1974: Motiv Liebe - Metha und Ernst
- 1975: Sonderdezernat K1 – Doppelspiel
- 1975: Tatort – Die Rechnung wird nachgereicht
- 1975: Tatort – Schöne Belinda
- 1976: Freiwillige Feuerwehr
- 1976: Gesucht wird … –  Dieter Wellershoff
- 1977: Derrick – Yellow He
- 1978: Der Alte – Zeugenaussagen
- 1978: Derrick – Abitur
- 1978: Tatort – Himmelfahrt
- 1978: Tatort – Trimmel hält ein Plädoyer
- 1979: Eine Dummheit macht auch der Gescheiteste
- 1979: Nero
- 1979: Derrick – Anschlag auf Bruno
- 1979: Derrick – Besuch aus New York
- 1980: Der Alte – Der Irrtum
- 1980: Derrick – Hanna, liebe Hanna
- 1980: Grüße aus Bad Walden
- 1981: Derrick – Der Kanal
- 1982: Der Alte – Die Beute
- 1982: Tatort – Blinde Wut
- 1982: Direktion City – In den Sand gesetzt
- 1983: Köberle kommt – Das Sousaphon
- 1983: Derrick – Die Schrecken der Nacht
- 1984: Eine Klasse für sich
- 1984: Derrick – Der Klassenbeste
- 1984: Derrick – Ein Mörder zu wenig
- 1985: Die Schwarzwaldklinik – Vaterschaft
- 1985: Derrick – Raskos Kinder
- 1985: Die Schwarzwaldklinik – Die falsche Diagnose
- 1985: Schöne Ferien – Urlaubsgeschichten aus Portugal
- 1986: Der Fahnder – Cop Conny
- 1986: Der Fahnder – Theos letzte Chance
- 1986: Der Alte – Das Attentat
- 1986: Polizeiinspektion 1 – Südlich vom Hindukusch
- 1987: Drohung bei Mondlicht
- 1990: Der Alte – Ein Schuss zu wenig
- 1992: Der Alte – Es war alles ganz anders
- 1993: Auto Fritze
- 1993: Die Abenteuer des jungen Indiana Jones – Vienna, November 1908
- 1993: Wenn Engel reisen
- 1994: Praxis Bülowbogen – Eine längere Geschichte
- 1995: Peter Strohm – Der Tod der kleinen Lady